# Miloš Bursać
Miloš Bursać (Belgrado, 23 giugno 1965) è un ex calciatore jugoslavo, di ruolo attaccante.

## Carriera

### Club
Debuttò da professionista nel 1982 nel Galenika Zemun, ma le sue qualità non passarono inosservate e venne acquistato dall'Hajduk Spalato, dove rimase fino al 1988, tranne una breve parentesi al Sutjeska nella stagione 1985-1986. Fece il suo debutto con i Bili il 14 agosto 1983 in occasione della prima giornata di campionato vinta in casa dell'Olimpia Lubiana e, durante la sua esperienza a Spalato, vinse una Coppa di Jugoslavia.
Nell'estate del 1988 passò alla Stella Rossa.
Si trasferì quindi in Francia allo Tolone dove esplose segnando ben 16 gol in 37 partite, attirando così l'attenzione di club più titolati, tanto da passare, all'Olympique Lione, con cui si divise tra la formazione titolare e la squadra delle riserve.
Per rilanciare la propria carriera si trasferì dapprima in Spagna al Celta Vigo e poi in Belgio al Anversa. Ritornò quindi nella Segunda División al Atlético Marbella, dove interruppe momentaneamente la carriera nel 1996.
Nel 1998 ritentò la fortuna nel pallone e giocò dapprima al RWD Molenbeek, e poi in patria, al Sutjeska.
Dopo tre anni di inattività accettò il contratto con la formazione belga di quarta serie del Mol-Wezel.

### Nazionale
Con la Jugoslavia debuttò il 28 settembre 1985 partendo dal primo minuto nella partita esterna contro la Germania Est (1-2). La sua seconda nonché ultima apparizione con i Plavi la fece il 16 novembre nella sconfitta per 2-0 in casa della Francia.

## Statistiche

### Cronologia presenze e reti in nazionale
| Cronologia completa delle presenze e delle reti in nazionale ― Jugoslavia | Cronologia completa delle presenze e delle reti in nazionale ― Jugoslavia | Cronologia completa delle presenze e delle reti in nazionale ― Jugoslavia | Cronologia completa delle presenze e delle reti in nazionale ― Jugoslavia | Cronologia completa delle presenze e delle reti in nazionale ― Jugoslavia | Cronologia completa delle presenze e delle reti in nazionale ― Jugoslavia | Cronologia completa delle presenze e delle reti in nazionale ― Jugoslavia | Cronologia completa delle presenze e delle reti in nazionale ― Jugoslavia |
| Data                                                                      | Città                                                                     | In casa                                                                   | Risultato                                                                 | Ospiti                                                                    | Competizione                                                              | Reti                                                                      | Note                                                                      |
| ------------------------------------------------------------------------- | ------------------------------------------------------------------------- | ------------------------------------------------------------------------- | ------------------------------------------------------------------------- | ------------------------------------------------------------------------- | ------------------------------------------------------------------------- | ------------------------------------------------------------------------- | ------------------------------------------------------------------------- |
| 28-9-1985                                                                 | Belgrado                                                                  | Jugoslavia                                                                | 1 – 2                                                                     | Germania Est                                                              | Qual. Mondiali 1986                                                       | -                                                                         |                                                                           |
| 16-11-1985                                                                | Parigi                                                                    | Francia                                                                   | 2 – 0                                                                     | Jugoslavia                                                                | Qual. Mondiali 1986                                                       | -                                                                         |                                                                           |
| Totale                                                                    |                                                                           | Presenze                                                                  | 2                                                                         |                                                                           | Reti                                                                      | 0                                                                         |                                                                           |

## Palmarès

### Club
- Coppa di Jugoslavia: 1

Hajduk Spalato: 1986-1987